# 甲陽映画
甲陽映画（こうようえいが、1936年設立 - 1937年解散）は、かつて西宮に存在した日本の映画会社である。剣戟映画を得意としたが、短命に終わった。

## 略歴・概要
現在の兵庫県西宮市甲陽園本庄町の甲陽幼稚園のあたりにあった「甲陽撮影所」で映画製作をしていた極東映画社が、大阪府南河内郡古市町（現在の羽曳野市白鳥）の「古市撮影所」に移転した際に、「極東」の方針に反対し、スター俳優羅門光三郎、市川寿三郎、綾小路絃三郎ら、監督の下村健二、園池成男こと古海卓二、児井秀男（のちの児井英生）が甲陽園に残留、1936年（昭和11年）5月に同地に設立した。設立第一作は下村健二監督の『元和三勇士』であった。同作は提携先の千鳥興業の配給で、同年7月1日に公開された。 
同年10月1日公開の『どくろ大明』三部作から千鳥興業との提携をやめてマキノ・トーキー製作所が配給したが、1937年（昭和12年）、自社配給に乗り出したところ経営が悪化、同年5月には解散することとなった。今井映画製作所との提携で製作したトーキー映画、監督下村健二・久保田富彦監督の『快闘 富士の男伊達』が、同年7月15日に公開されたのが最後である。
市川寿三郎、綾小路絃三郎は同社設立の夏過ぎには、極東映画に戻った。大塚田鶴子、鳴戸史郎は奈良の全勝キネマへ、羅門光三郎、若月輝夫、金井憲太郎、監督の下村健二、児井英男は最後まで残り、今井映画へ移籍した。貴志洋子、中山介二郎、桜井京子は同社解散以降の資料が見当たらず、監督の園池こと古海卓二は廃業してしまった。

## フィルモグラフィ
1936年
- 元和三勇士　監督下村健二、脚本社喜代子、撮影荒木慶彦、出演羅門光三郎、市川寿三郎、綾小路絃三郎、貴志洋子、大塚田鶴子
- あばれ長脇差　監督児井秀男、原作邦方秋彦、脚本佐々木寿郎、撮影古林潤、出演羅門光三郎、貴志洋子、桜井京子　※サウンド版
- 四谷怪談　監督・脚本園池成男、撮影荒木慶彦、出演羅門光三郎、桜井京子、貴志洋子、若月輝夫、中山介二郎、林寛
- 忍術誉れ仇討　監督園池成男、脚本佐々木寿郎、撮影古林耕児、出演綾小路絃三郎、貴志洋子、大塚田鶴子、市川寿之助　※サウンド版
- 奇傑黒鷲 前篇　監督下村健二、撮影吉田俊作、出演羅門光三郎、若月輝夫、中山介二郎、桜井京子、貴志洋子、大塚田鶴子、林寛、鳴戸史郎　※サウンド版
- 柳生二蓋笠　監督高見貞衛、原作・脚本佐々木寿郎、撮影荒木慶彦、出演綾小路絃三郎、金井憲太郎、桜井京子　※サウンド版
- 奇傑黒鷲 後篇　監督下村健二、撮影吉田俊作、出演羅門光三郎、若月輝夫、中山介二郎、桜井京子、貴志洋子、大塚田鶴子、林寛、鳴戸史郎　※サウンド版
- 侠骨番随院　監督園池成男、原作・脚本佐々木寿郎、撮影古林耕児、出演羅門光三郎、桜井京子、中山介二郎
- 大江戸の魔剣　監督・原作・脚本熊谷草弥、撮影荒木慶彦、出演大津竜太郎、大塚田鶴子
- どくろ大明 第一篇　監督下村健二、原作久我荘太郎、脚本真垣双葉、撮影古林耕児、出演羅門光三郎、大津竜太郎、桜井京子　※サウンド版、配給マキノ・トーキー製作所
- どくろ大明 第二篇　監督高見貞衛、原作久我荘太郎、脚本真垣双葉、撮影古林耕児、出演羅門光三郎、大津竜太郎、桜井京子　※サウンド版、配給マキノ・トーキー製作所
- どくろ大明 第三篇　監督下村健二、原作久我荘太郎、脚本真垣双葉、撮影古林耕児、出演羅門光三郎、大津竜太郎、桜井京子　※サウンド版、配給マキノ・トーキー製作所
- 旅鴉時雨街道　監督勝見雅之、原作梶井杢太郎、脚本小鍛治泰祐、撮影古林耕児、出演羅門光三郎、大塚田鶴子、林寛、鳴戸史郎
- 若殿三勇士　監督高見貞衛、原作立川文人、脚本小鍛治泰祐、撮影荒木慶彦、出演大津竜太郎、桜井京子　※配給マキノ・トーキー製作所
- 熱血御陣河原　監督下村健二、原作伊井忠正、脚本小鍛治泰祐、撮影吉田俊作、出演大津竜太郎、浪路千賀子、桜井京子
- 謎の影法師　監督高見貞衛、原作伊井忠正、脚本小鍛治泰祐、撮影荒木慶彦、出演羅門光三郎、桜井京子、大塚田鶴子　※サウンド版、配給マキノ・トーキー製作所
- 爆走白馬隊 前篇　監督・原作・脚本下村健二、撮影吉田俊作、出演羅門光三郎、川端繁、桜井京子、大塚田鶴子　※サウンド版、配給マキノ・トーキー製作所

1937年
- 爆走白馬隊 後篇　監督・原作・脚本下村健二、撮影吉田俊作、出演羅門光三郎、桜井京子、大塚田鶴子　※サウンド版、配給マキノ・トーキー製作所
- 笹野名槍伝　監督高見貞衛、原作・脚本真垣双葉、撮影荒木慶彦、出演天津竜太郎、菊地双三郎、小島漾子、貴志洋子　※サウンド版
- 伝法葵くずれ　監督勝見稚之、脚本小鍛治泰祐、撮影古林耕児、出演天津竜太郎、竜造寺司、小島漾子、桜井京子
- 豪快村越三十郎　監督高見貞衛、原作・脚本小鍛治泰祐、撮影荒木慶彦、出演羅門光三郎、金井憲太郎、中山介二郎、大沼龍太郎、桜井京子、川端繁、大岩栄二郎、月岡久、貴志洋子
- 忍術浮島城　監督勝見雅之、原作伊井忠正、脚本小鍛治泰祐、出演大利根伸太郎、天津竜太郎、大角勝之、川端繁、竜造寺司、中山介二郎、林寛、大沼龍太郎、桜井京子、貴志洋子
- 深夜の紅独楽　監督高見貞衛、原作・脚本小鍛治泰祐、撮影荒木慶彦、出演羅門光三郎、若月輝夫、桜井美智夫、桜井京子、松原貞代　※サウンド版
- 快闘 富士の男伊達　監督下村健二・久保田富彦、原作伊井忠正、脚本真垣双葉、撮影吉田俊作、出演羅門光三郎、桜井京子　※トーキー版、今井映画製作所との提携製作、配給東宝映画

## 註
1. 1 2  マツダ映画社の公式サイト内の「柳生二蓋笠」での記述を参照。
2. ↑  日本映画データベースの各項を参照。
3. ↑  『日本映画監督全集』（キネマ旬報社、1976年）の「古海卓二」の項（p.350-362）を参照。同項執筆は竹中労。